# Quoted-printable
或，没有规范的中文译名，可译为可打印字符引用编码或使用可打印字符的编码。Quoted-printable是使用可打印的ASCII字符（如字母、数字与「=」）表示各种编码格式下的字符，以便能在7-bit数据通路上传输8-bit数据, 或者更一般地说在非8-bit clean媒体上正确处理数据。这被定义为MIME content transfer encoding，用于e-mail。
QP使用「=」开头的转义字符. 一般限制行宽为76，因为有些软件限制了行宽.

## 综述
MIME定义了在e-mail中发送各种信息的方法, 包括非英语的其它语言文本信息, 使用非ASCII的其它字符编码。这些编码常常使用ASCII范围以外的值来编码字符，因此需要进一步被编码以便适用于non-8-bit-clean环境。Quoted-printable编码就是把任意字节序列映射为ASCII字符序列。Quoted-printable自身并不是一种字符编码方案, 而是一种在面向字节的编码时的数据编码布置（data coding layer），即由编码的字符序列如何表示为字节流QP是可逆的，即可以由原来的非ASCII字符流与QP编码后的字节流来回转换而不失信息。
Quoted-printable与Base64是两种基本的MIME内容传输编码, 如果通常的「8bit」编码不适用。如果文本不含很多非ASCII字符，quoted-printable编码的结果的可读性相当好而且紧凑。但是，如果输入的大多数是非ASCII字符，那么quoted-printable编码将变得既不可读又非常低效。Base64并不是人可读的，但对于所有数据其成本均匀，适用于二进制数据与非拉丁字母语言文本。

## Quoted-printable编码
任何8-bit字节值可编码为3个字符：一个等号「=」后跟随两个十六进制数字（0–9或A–F）表示该字节的数值。例如，ASCII码换页符（十进制值为12）可以表示为「=0C」, 等号「=」（十进制值为61）必须表示为「=3D」。除了可打印ASCII字符与换行符以外，所有字符必须表示为这种格式。
所有可打印ASCII字符（十进制值的范围为33到126）可用ASCII字符编码来直接表示, 但是等号「=」（十进制值为61）不可以这样直接表示。
ASCII的水平制表符(tab)与空格符, 十进制为9和32, 如果不出现在行尾则可以用其ASCII字符编码直接表示。如果这两个字符出现在行尾，必须QP编码表示为「=09」(tab)或「=20」(space)。
如果数据中包含有意义的行结束标志，必须转换为ASCII回车(CR)换行(LF)序列，既不能用原来的ASCII字符也不能用QP编码的「=」转义字符序列。 相反，如果字节值13与10有其它的不是行结束的含义，它们必须QP编码为=0D与=0A。
quoted-printable编码的数据的每行长度不能超过76个字符。为满足此要求又不改变被编码文本，在QP编码结果的每行末尾加上「软换行」（soft line break）。即在每行末尾加上一个「=」, 但并不会出现在解码得到的文本中。这种软换行也适用于文本的行非常长，超过了软件限制（例如，某些SMTP软件要求最大行长为1000个字符），这也是RFC 2821允许的。
一个轻微修改的quoted-printable用于消息头（message header）；参见MIME#Encoded-Word。

## 例子
```
If you believe that truth=3Dbeauty, then surely=20=
mathematics is the most beautiful branch of philosophy.
```

这是上述字符串的QP解码: 
If you believe that truth=beauty, then surely mathematics is the most beautiful branch of philosophy.

## 类似编码方法
- 百分号编码 (data encoding in URL, most used for text)
- 字符值引用 (text encoding in SGML, HTML, XML)
- Rich Text Format#Character encoding (a component of text encoding)